# 張温 (明)
張 温（ちょう おん、生年不詳 - 1393年）は、元末明初の軍人。

## 生涯
朱元璋に従って長江を渡り、千戸に任じられた。功を重ねて天策衛指揮僉事に上った。洪武初年、徐達の北伐に従軍し、河南を制圧し、陝西を攻略し、蘭州を攻め落としてその地を守った。元の将軍のココ・テムルは徐達が南に帰ったことを察知すると、甘粛から兵を率いて蘭州に迫った。諸将は固く守って救援を待つよう主張したが、張温は一戦して敵の鋭気をくじくよう主張した。張温は兵を整えて出戦し、元軍をやや後退させた。その後に蘭州城は元軍に数重に包囲されたが、張温は兵を引き締めて固く守った。元軍は攻め落とすことができず、撤退した。洪武帝（朱元璋）はこれを奇功と讃え、張温は大都督府僉事に抜擢された。さらに陝西行都督府僉事を兼ねた。
洪武4年（1371年）、参将として傅友徳に従って夏を攻撃し、多くの功績を挙げた。洪武11年（1378年）、副将として王弼らに合流し、西羌を討った。翌年、論功により会寧侯に封じられた。洪武13年（1380年）、洪武帝の命を受けて河南の軍務を監督した。洪武14年（1381年）、傅友徳に従って雲南を征討した。洪武20年（1387年）秋、軍を率いてナガチュの残党を討ち、功績を挙げた。洪武26年（1393年）、居室の器に身分を越えたものを使用していたとして罪に問われ、藍玉の獄に連座して処刑された。